# Käkirahu
Kärkirahu est une île d'Estonie située en mer Baltique.